# Fusicoccin A
Fusicoccin A (häufig lediglich als Fusicoccin bezeichnet) ist ein Terpenoid, das als Toxin von dem parasitisch lebenden Deuteromyceten Fusicoccum amygdali synthetisiert wird. Befallene Pflanzen, meist Pfirsich- und Mandelbäume, sterben durch die Wirkung des Toxins, das zur irreversiblen Öffnung der Stomata und somit zum Verwelken führt. Molekulare Grundlage hierfür ist die durch Fusicoccin bedingte Aktivierung der Plasmamembran-H+-ATPase in den Schließzellen. Dies führt zur Öffnung spannungsgesteuerter Kanalproteine und zum Einstrom von Kalium-Kationen in die Schließzellen. Der nachfolgende osmotische Wassereinstrom in die Schließzellen führt zu deren Anschwellen, so dass sich die Stomata öffnen und Wasser verstärkt austritt.
Fusicoccin A wird in der Pflanzenphysiologie zur Erforschung des Phytohormons Auxin und der Regulation der Stomata-Bewegungen verwendet. In der Biochemie wird Fusicoccin A bei der chemisch induzierten Dimerisierung von bestimmten Fusionsproteinen verwendet.